# オルコメノス
オルコメノス（古希: Ὀρχομενός, Orchomenos）は、ギリシャ、ボイオティア地方のポリス（都市国家）である。古くは新石器時代からヘレニズム時代まで存続した豊かな考古学遺跡と多くのギリシア神話の舞台としてよく知られている。伝承によると都市の名前はミニュアス王の息子オルコメノスにちなんで名付けられた。アルカディア地方に同名の古代都市オルコメノスがある。

## 神話
オルコメノスの原初の王はテッサリア地方の河神ペネイオスの子アンドレウスと言われる。その後、アタマスやシシュポスの息子ハルモスがやって来て土地を分けてもらった。アンドレウスはアタマスの孫娘エウイッペと結婚し、エテオクレスをもうけた。
アタマスの物語は広く知られている。もともとアタマスにはネペレと呼ばれる妻がおり、彼女との間にプリクソスとヘレの2子をもうけたが、ネペレと別れてイノと再婚した。新しい妻との間にはレアルコスとメリケルテスが生まれたが、イノは前妻の子供たちを殺そうと陰謀を巡らせた。しかしプリクソスは金毛羊の背に乗って東方の異国コルキスに逃亡した。この物語はアルゴー船の冒険の前日譚となっている。後にアタマスとイノはディオニュソスを匿ったためにヘラ女神の怒りを買い、狂気して我が子を殺してしまった。
アタマスの後に王となったエテオクレスは優美の3女神カリスの祭祀をギリシアで最初に創始した。その後はプレギュアスとミニュアスの2代にわたってハルモスの家系から王が出た。プレギュアスはギリシア中から優れた戦士を集めて好戦的な国家を作ったが、デルポイを略奪しようとしたために神の怒りに触れ、激しい落雷と地震、疫病に襲われて多くの者が滅んだ。しかし続くミニュアス王のもとでオルコメノスは最大の繁栄を遂げた。ミニュアスは莫大な財を成し、富を収めるための宝物庫をギリシアで初めて建造した。この神話的な3代の王は印欧語族に特徴的な三機能イデオロギーを象徴しているとされる。
オルコメノスの人々はミニュアスにちなんでミニュアス人（ミニュアイ）と呼ばれた。またアルゴナウタイもミニュアイと呼ばれた。それはアルゴナウタイがミニュアスの血を引いているからとも、イアソンの母がミニュアスの孫だからともいわれる。
エテオクレス、プレギュアス、ミニュアスの3代を経て、王位はアタマスの直系のクリュメノスにめぐってきた。クリュメノスはコルキスに亡命したプリクソスの孫で、父プレスボンの代にオルコメノスに帰国していた。クリュメノスがテーバイ人に殺されたとき、その息子エルギノスはテーバイと戦争を起こして勝利し、王殺害の賠償として莫大な献納をテーバイに要求した。しかし後にテーバイで成長した若き英雄ヘラクレスはオルコメノスとの戦争に勝利してテーバイを解放した。
オルコメノスはホメロスの叙事詩『イリアス』の「軍船表」でトロイア戦争で戦うために派兵しているアカイア人の都市の間で言及されている。クリュメノスの子孫にあたるイアルメノスとアスカラポスはオルコメノス人とアスプレドン人の軍船30隻を率いて参加し、戦争に貢献した。
またオルコメノス人はコドロスとともにイオニア地方に入植した。

## 歴史
オルコメノスの創建神話によると、その王朝はテッサリア地方の沿岸から定住した指導者ミニュアスによって確立された。青銅器時代、紀元前14世紀から13世紀にかけて、オルコメノスはミケーネ文明の豊かで重要な文化の中心地となり、テーバイのライバルとなった。フレスコ画のある王宮と巨大な蜂窩状墳墓（トロス墓）はミケーネ時代のオルコメノスの強大な力を示している。彼らは大規模な干拓事業によりコパイス湖の沼地を豊かな農業地帯に変えた。しかしエーゲ海周辺の多くの遺跡と同様に、紀元前1200年に起きた青銅器時代の崩壊でオルコメノスは焼かれ、王宮は破壊された。
オルコメノスは前7世紀にカラウレイア同盟に加わった都市国家の1つであったらしい。オルコメノスは前6世紀半ばから独自の貨幣を発行した。ライバルのテーバイはその世紀が終わる頃までに優位性を確固たるものとしており、オルコメノスは前600年頃にテーバイ主導のボイオティア同盟に参加した。

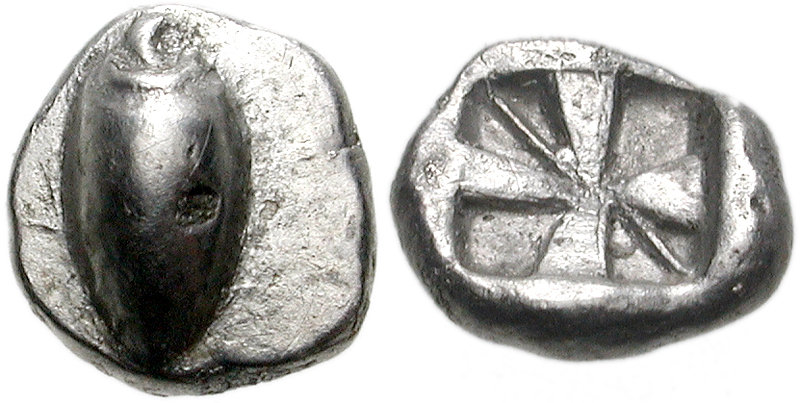
小麦の粒をかたどったオルコメノスのオボルス銀貨。

パウサニアスによると古典期のオルコメノスは最も古いカリス女神の聖域で知られていた。この聖域はいまだ発見されておらず、おそらく9世紀に建設されたビザンティウムのパナギア・スクリプ修道院教会の下に眠っていると考えられている。1972年に発見された劇場では、音楽と詩の競技祭典であるカリテシア祭（Charitesia）が女神たちに敬意を表して開催された。ディオニュソス神の祭典であるアグリオニア祭は、ディオニュソスを象徴する男に従う女たちの儀式的な追跡を伴った。
前480年から479年、オルコメノス人はペルシア戦争でクセルクセスの侵略軍を追い返すためにライバルのテーバイと手を結んだ。世紀半ばに、オルコメノスはボイオティア地方をアテナイの支配から解放した寡頭政の亡命者を保護した。コリントス戦争が始まった紀元前395年と394年、オルコメノスはテーバイとの伝統的な対立により、テーバイに逆らってアゲシラオス2世とスパルタに味方した。レウクトラの戦い（紀元前371年）でスパルタを破った後のテーバイ人の報復はエパメイノンダスの寛容な政策により遅れた。紀元前364年、ボイオティア連盟はオルコメノスを略奪した。ポキス人は第三次神聖戦争中の紀元前355年に都市を再建したが、テーバイ人は349年に再び破壊した。
オルコメノスとカイロネイア間の広い平野は、古典古代において非常に重要な2つの戦いの舞台となった。前338年、マケドニア王フィリッポス2世は旋風のように南に向かってギリシャ中部に進軍した後、最初のカイロネイアの戦いでテーバイとアテナイを破り、都市国家に対するマケドニアの優位性を確立し、王の若い息子アレクサンドロス大王もまたその武勇を示した。前335年のアレクサンドロス大王のテーバイに対する作戦行動中に、オルコメノスはマケドニア人の味方をした。アレクサンドロス大王は報酬としてオルコメノスを再建し、このときに今日まで残っている劇場と城塞の壁が建設された。
第2のカイロネイアの戦いは第一次ミトリダテス戦争中に起こった。紀元前86年に独裁者スッラの共和政ローマ軍はカイロネイア近くでポントゥスのミトリダテス6世の部隊を率いたアルケラオスと戦いこれを破った。 この戦いの翌年にオルコメノスの戦いが行われ、アルケラオスの部隊は完全に破れ去った。
その後、オルコメノスにかつての勢力が戻ることはなかった。オルコメノスは劇場がまだ使用されていた後期ローマ時代まで、そしてその後も小さな町であった。

## 考古学

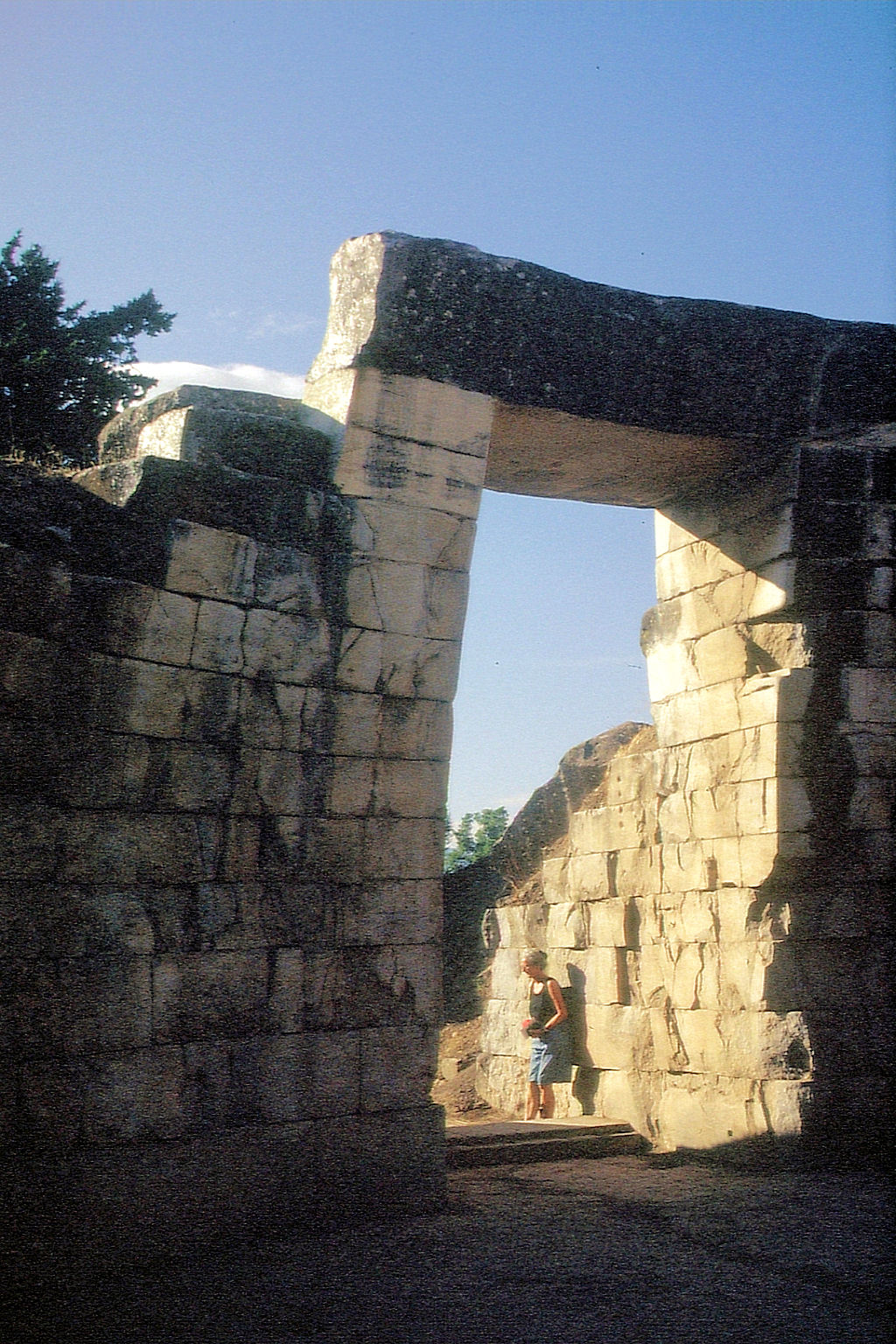
ミニュアスの宝庫の巨大なリンテル。

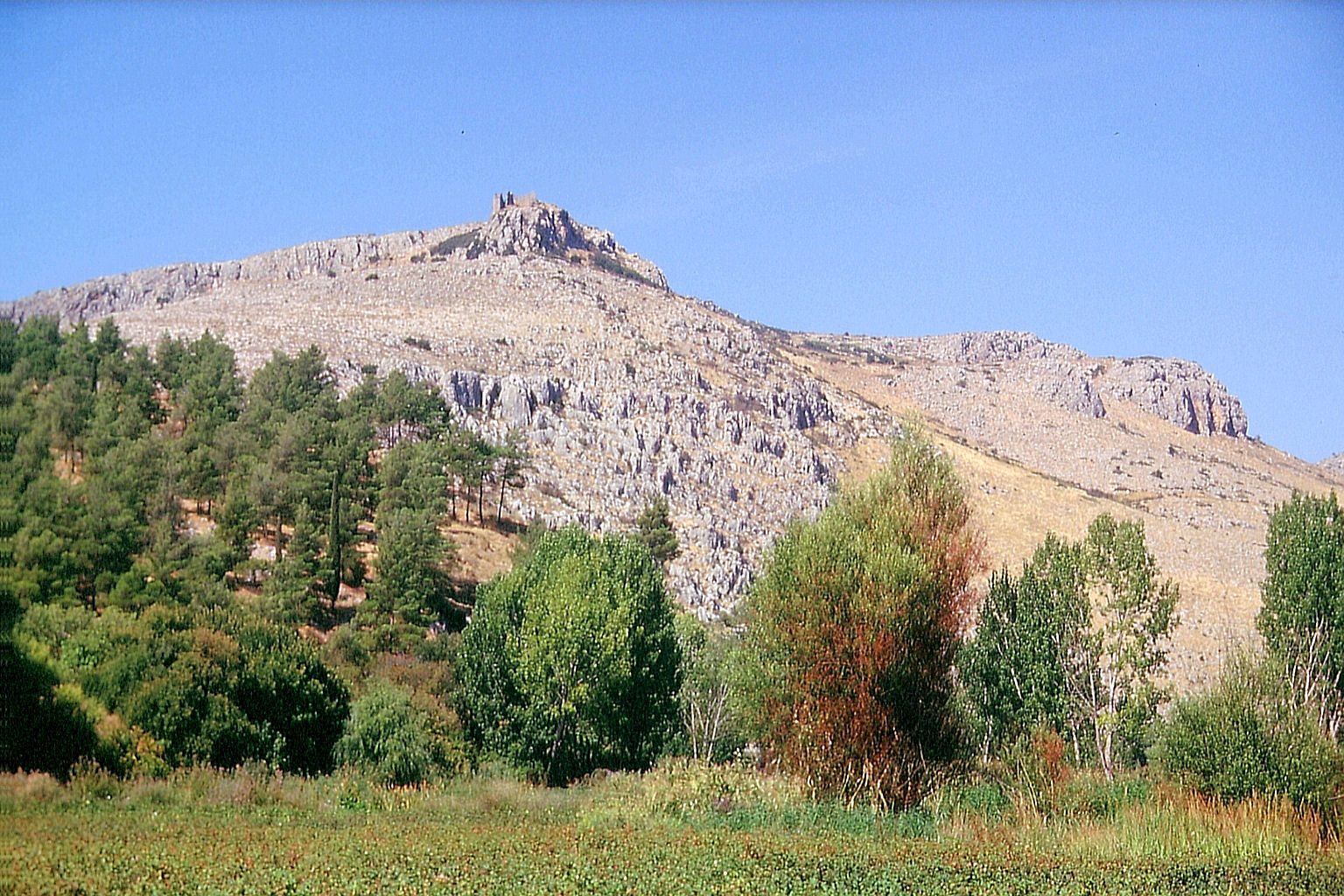
オルコメノスのアクロポリス。

ほとんどの発掘は下町の初期およびミケーネ時代の遺跡に集中しており、アクロポリスの後期ヘレニズム時代の都市の大部分は未開拓のままとなっている。1880年から1886年、ハインリヒ・シュリーマンの発掘（H.シュリーマン『オルコメノス』ライプツィヒ、1881年）はミケーネの「アトレウスの宝庫」に匹敵するミケーネ文明の記念建造物である「ミニュアスの宝庫」と呼ばれる蜂窩状墳墓（トロス墓）を明らかにした。1893年、リンデル（A. de Ridder）はアスクレピオスの神殿とローマ時代のネクロポリスのいくつかの墓を発掘した。1903年から05年にかけて、ハインリッヒ・ビュルとアドルフ・フルトヴェングラーのバイエルンの考古学ミッションは遺跡での発掘を成功させた。1970年から73年にかけて、テオドール・スピロプーロスのもとでギリシア考古学機関が研究を続け、ミケーネ時代の王宮、先史墓地、劇場、その他の建造物を発見した。

### ミニュアスの宝庫
ミニュアスの宝庫はミケーネ時代の最大の埋葬モニュメントの1つである。この墓はおそらく紀元前1250年頃にオルコメノスの王族のために建造され、古代に略奪された。ミニュアスの宝庫は墓としての役割を終えたのちも何世紀にもわたって見ることができ、ヘレニズム時代には崇拝の場所にさえなった。少なくともパウサニアスがオルコメノスを訪れて、墳墓の様子を詳細に説明した2世紀までは、おそらく有名なランドマークであった。長さ30メートルのドロモス（Dromos, 建物に通じる入口通路）があり、入口は暗灰色のレバデイア産大理石で造られ、木製のドアがあった。リンテルは現在も設置されており、長さは6メートル、重さは数トンある。入口と部屋は壁の取り付け穴に示されているように青銅のロゼットで飾られていた。側面の部屋の天井には螺旋と花のモチーフが浮彫りされている。トロスの中心にある長方形の埋葬記念碑はヘレニズム時代（紀元前323年から30年）のものである。建築家・考古学者アナスタシオス・オルランドスによって部分的に修復された。1994年、ギリシャ文化省は主に排水と側室の壁の強化からなる修復作業に着手した。

### そのほかの古代遺跡
オルコメノスで発見された新石器時代の遺物は最初はその遺跡のものと考えられていたが（Bulle 1907）、後にそれらは平坦な堆積物の充填で構成されたように思われた（Kunze 1931; Treuil 1983）。したがって、関連する円形の家（直径2メートルから6メートル）は実際には青銅器時代初期（紀元前2800年から1900年）のものである。
トロス墓の東に位置し、教会の一部と重なっているミケーネ時代の王宮は部分的にのみ発掘されており、3棟の翼で構成され、そのいくつかはフレスコ画で装飾されていた。オルコメノスの城塞壁はマケドニア人の下で紀元前4世紀後半に建設され、アコンティオン山（mount Akontion）の東端を冠している。劇場は紀元前4世紀末に建設された。半円形の観客席とオルケストラ（Orchestra）、スケーネ （Skené）の一部を含むカウェアはすべて保存されており、ローマ時代後期（4世紀）まで使用されていた。

### パナギア・スクリプ修道院教会
劇場の向かいにはビザンティン時代のパナギア・スクリプ修道院教会がある。よく保存された碑文は教会の年代を西暦874年と確定しており、後援者を東ローマ帝国のマケドニア王朝の初代皇帝バシレイオス1世に仕えた高官で、バシレイオス1世の息子コンスタンティノスとレオン6世の共同統治期間中に首席帯剣護衛官（Protospatharios, イスタンブールの宮殿の皇室警備隊の指揮官）を務めたレオン（Leon）であると明示している。北礼拝堂と南礼拝堂は使徒ペテロとパウロに捧げられている。

## 美術と文化

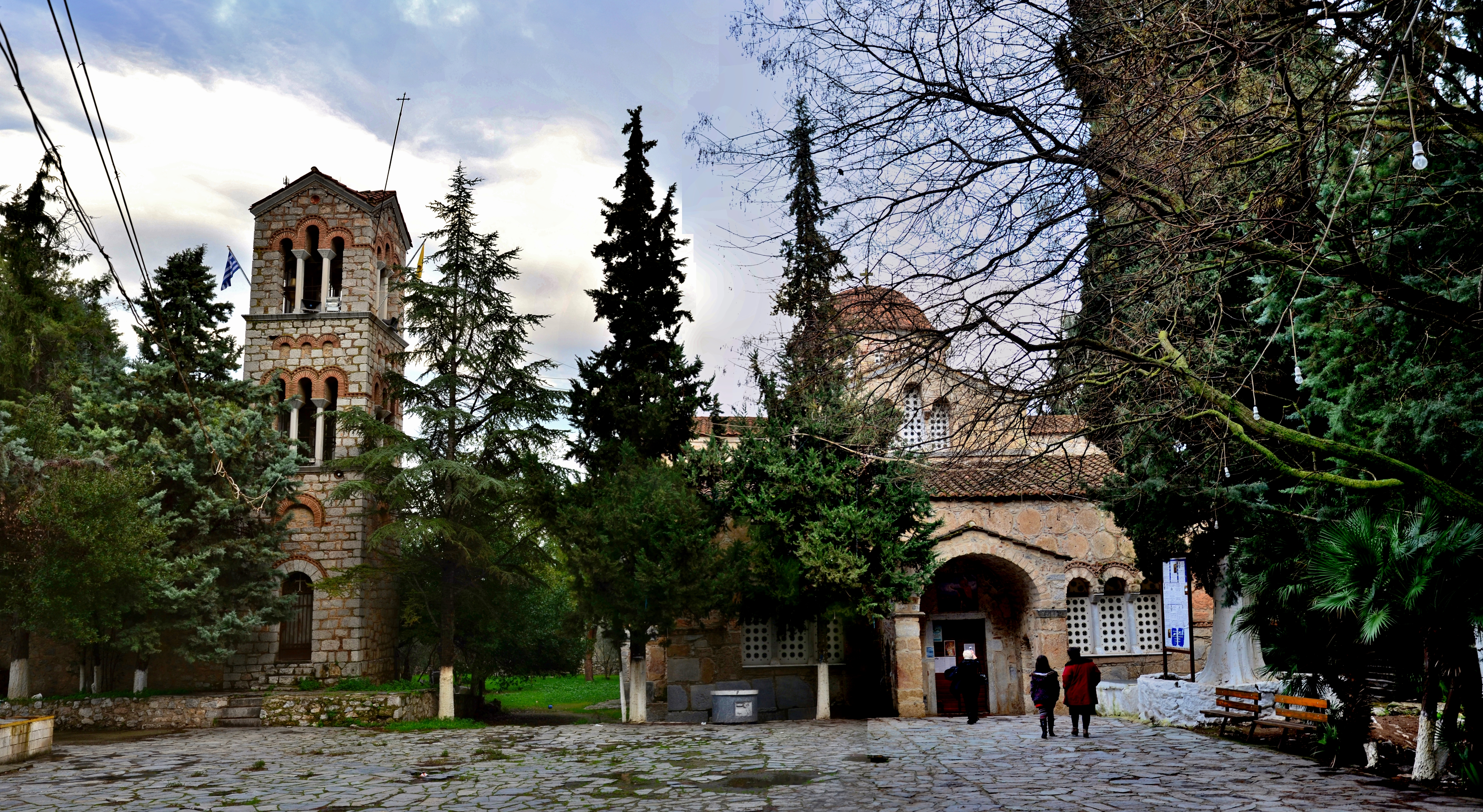
パナギア・スクリプ修道院教会。

オルコメノスはその名前を紀元前590年から570年頃のオルコメノス・テラグループ（Orchomenos-Thera group）という、アルカイック期のクーロス彫刻に与えている。アッティカではこの期間は小康状態を示し、活動はボイオティア地方、特にプトイオン山のアポロンの聖域とオルコメノス（NAMA 9）の両方で活発だった。
オルコメノス・テラグループの様式の特徴は次のとおり。耳はまだ1つの平面に刻まれているが、様式化されていない。目は以前ほど大きくなく、より丸くなっている。口は水平ではあるが、常に1つの平面にあるとは限らない。肩甲骨は個別の隆起面になった。脊柱起立はときどき隆起した平面として示されることがある。通常、腕は体に結合されている。大転子を覆うくぼみは一般に省略され、向う脛は時々内側に曲がっている。左脇腹は時折わずかに前方に配置されることがある。
ミニュアス土器は中期ヘラディック文明のギリシアで生産された特定の種類のろくろ製陶器を指す用語である。みな一様に灰色をしており、オルコメノスで発見され、シュリーマンによって名付けられたのち定着した。

## 行政区画

現在のオルコメノス市。

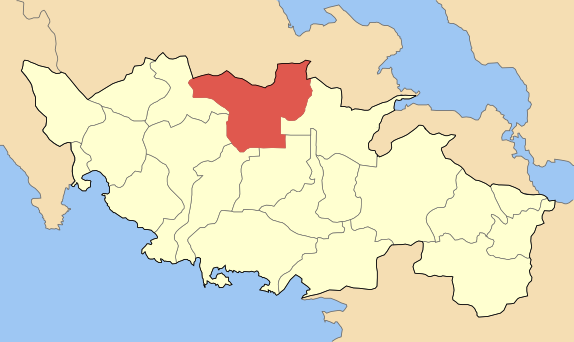
統合前の旧オルコメノス市。

現在のオルコメノス市は1960年代に2つの小さな近隣の村落ペトロマグーラとスクリプーおよび合併したのち、2011年の地方自治体の統廃合で隣接するアクレフニア市と合併して生まれた。旧自治体は新自治体を構成する行政区（ディモティキ・エノティタ）となった（el:Δήμος Ορχομενού を参照）。
|   | 旧自治体     | 綴り       | 政庁所在地        | 面積    | 人口   |
| - | ------------ | ---------- | ----------------- | ------- | ------ |
| 1 | オルコメノス | Ορχομενός  | オルコメノス (el) | 230.098 | 10,732 |
| 2 | アクレフニア | Ακραιφνίας | アクレフニオ (el) | 185.816 | 3,230  |

- Διοικητική διαίρεση νομού Βοιωτίας (πρόγραμμα Καποδίστριας) - ヴィオティア県の自治体・集落一覧（1999年 - 2010年）

### 旧自治体
カリクラティス改革以前の旧オルコメノス市にあたるオルコメノス地区（Δημοτική ενότητα Ορχομενός）は、以下のキノティタ（都市・村落）から構成される。
オルコメノス
アギオス・ディミトリオス（Agios Dimitrios）、アギオス・スピリドナス（Agios Spyridonas）、ディオニソス（Dionysos）、カリヤ（Karya）、ルシオ（Loutsio）、オルコメノス（Orchomenos）、パブロス（Pavlos）、ピルゴス（Pyrgos）

## ギャラリー

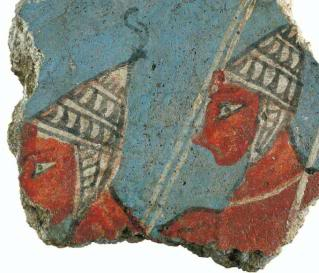
紀元前1300年頃のイノシシの牙の兜をかぶった戦士を描いた壁画
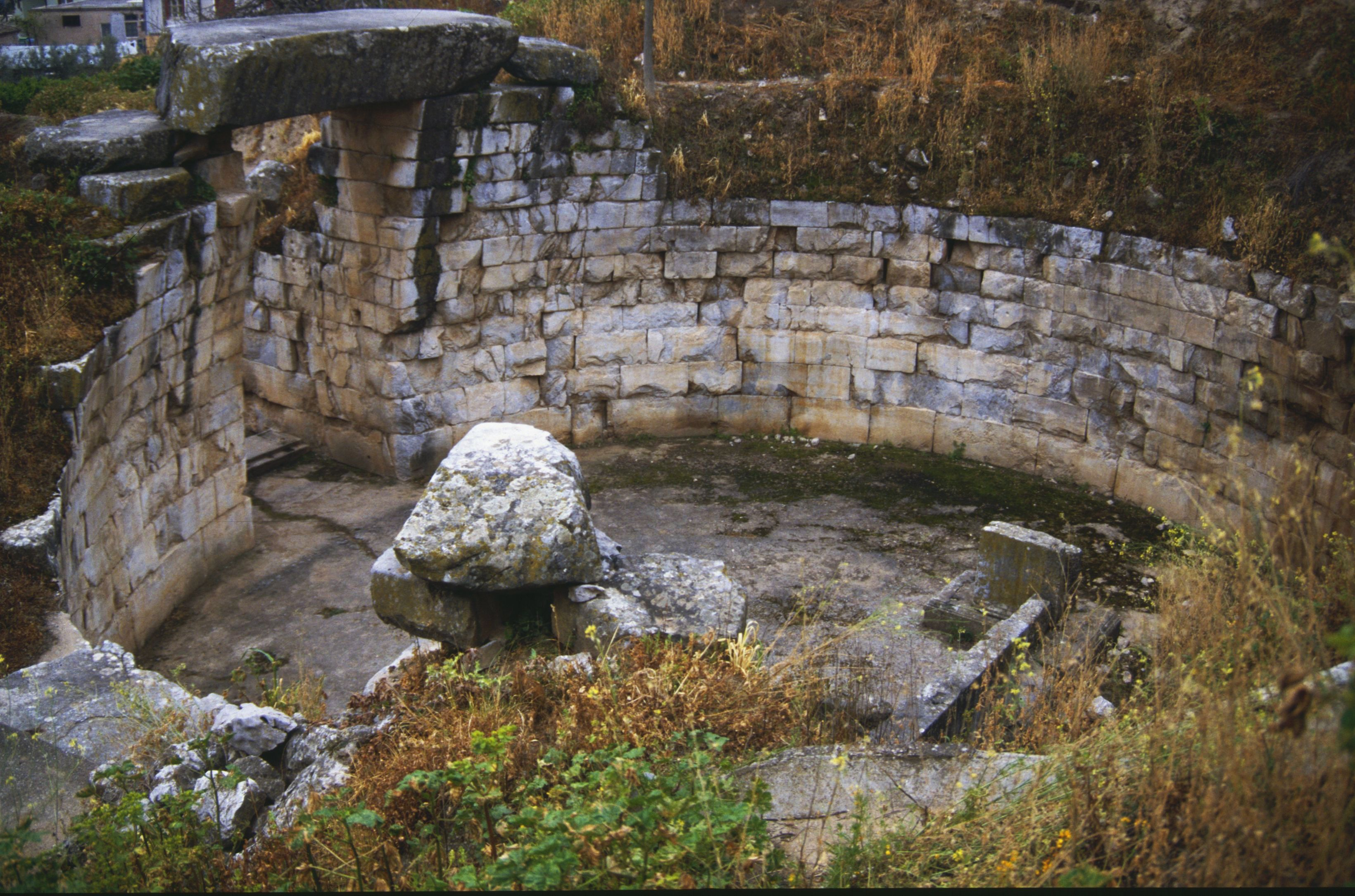
ミニュアスの宝庫
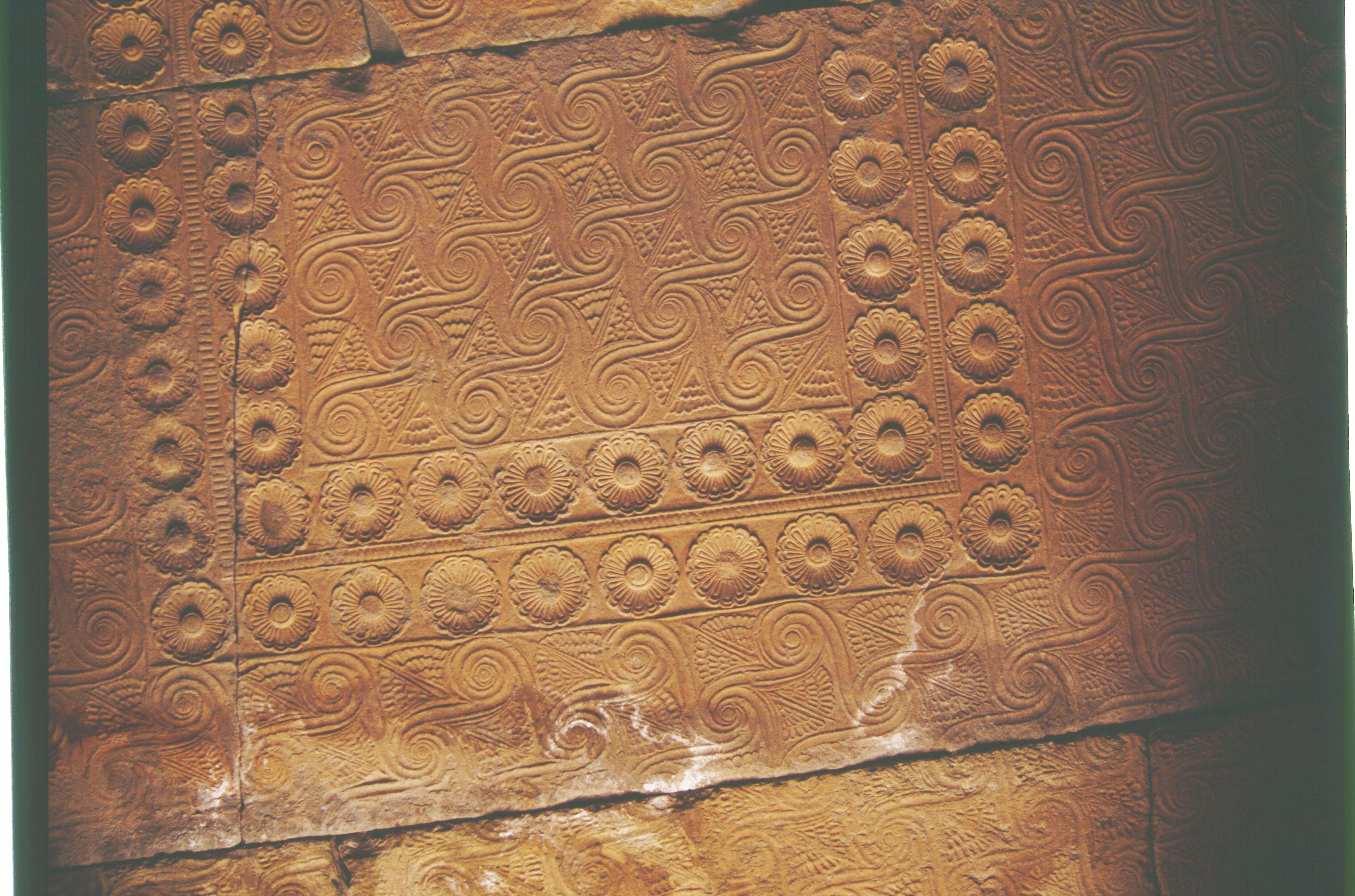
ミニュアスの宝庫のレリーフ
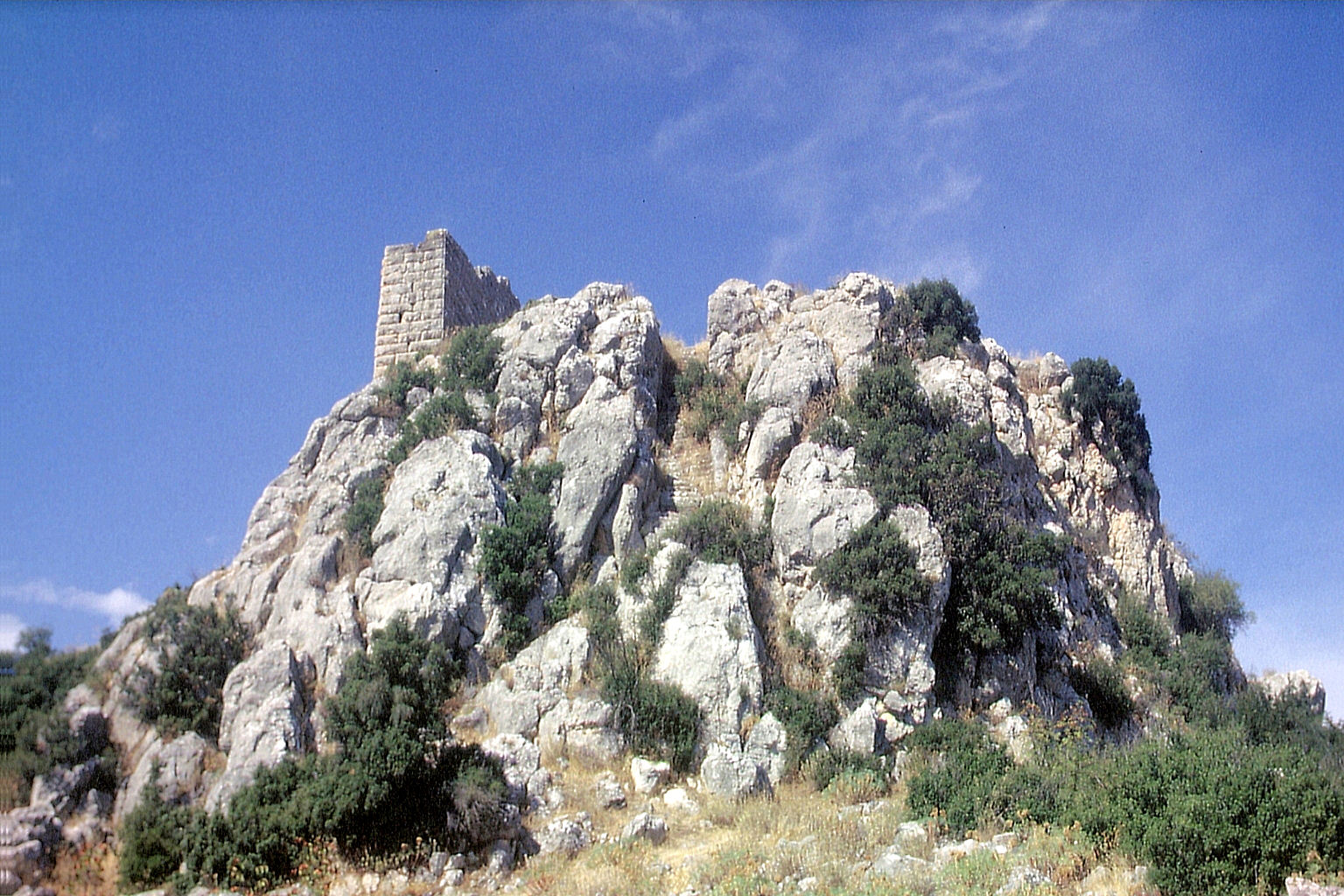
アクロポリスの城塞跡
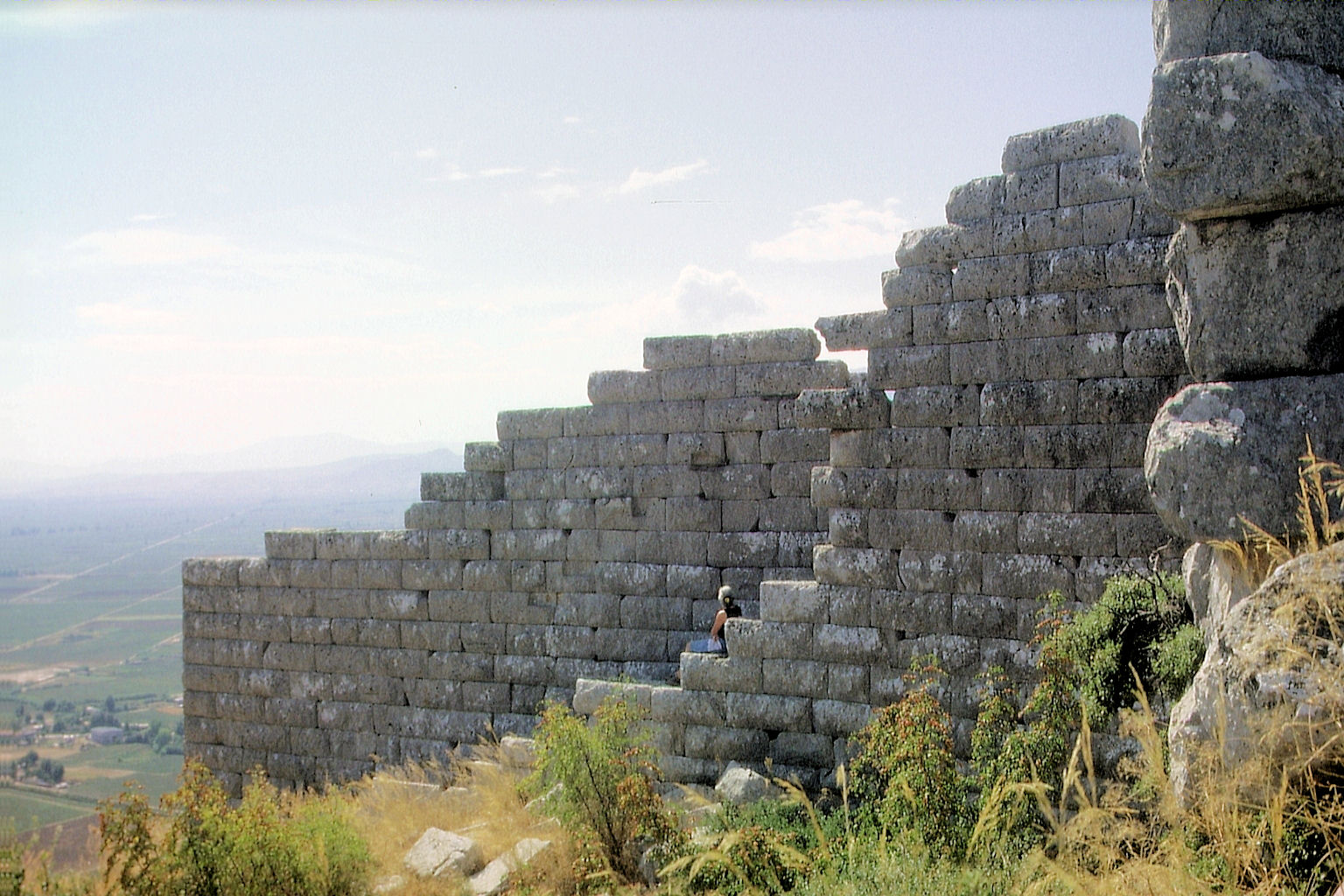
アクロポリスの城塞跡
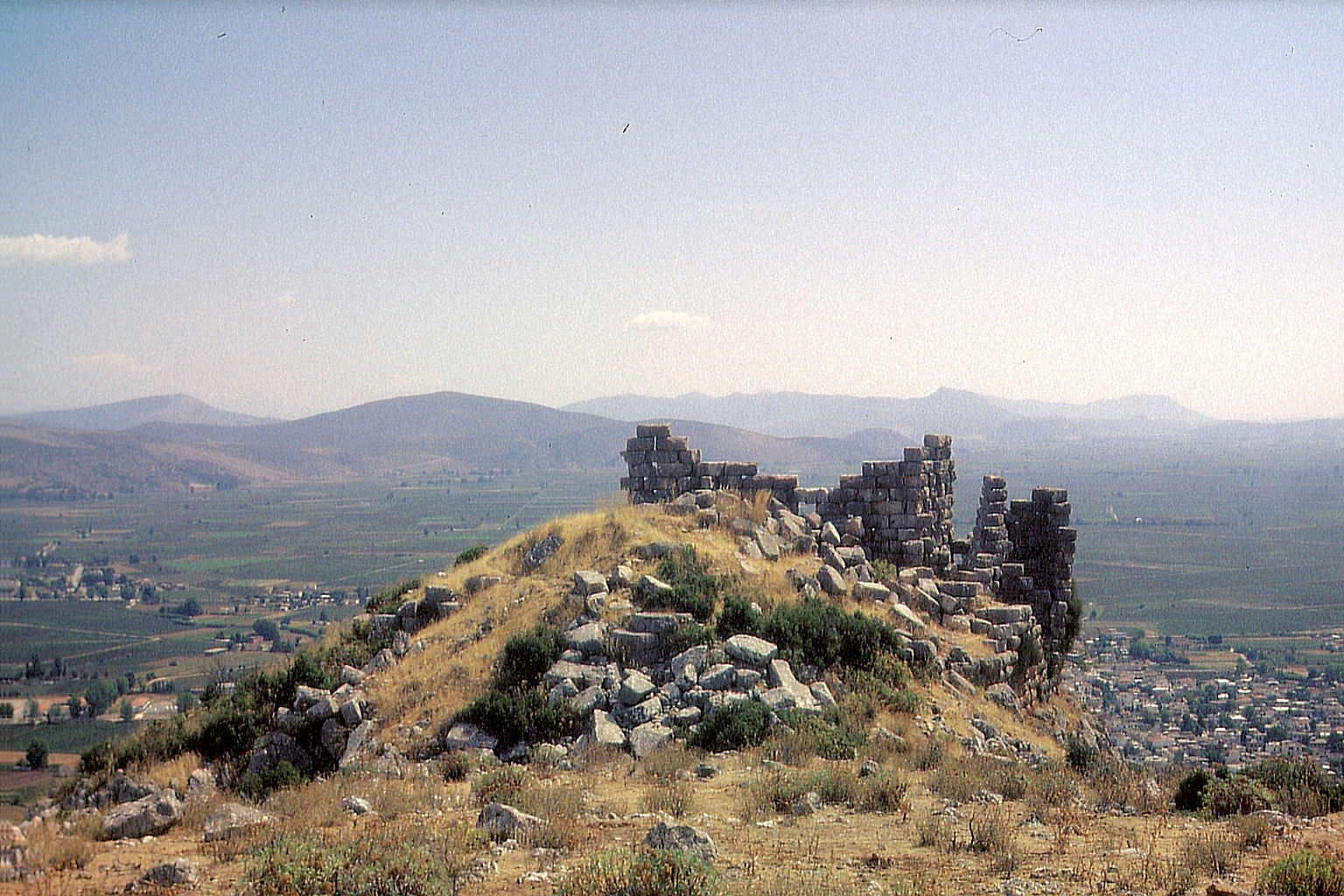
アクロポリスからの眺望
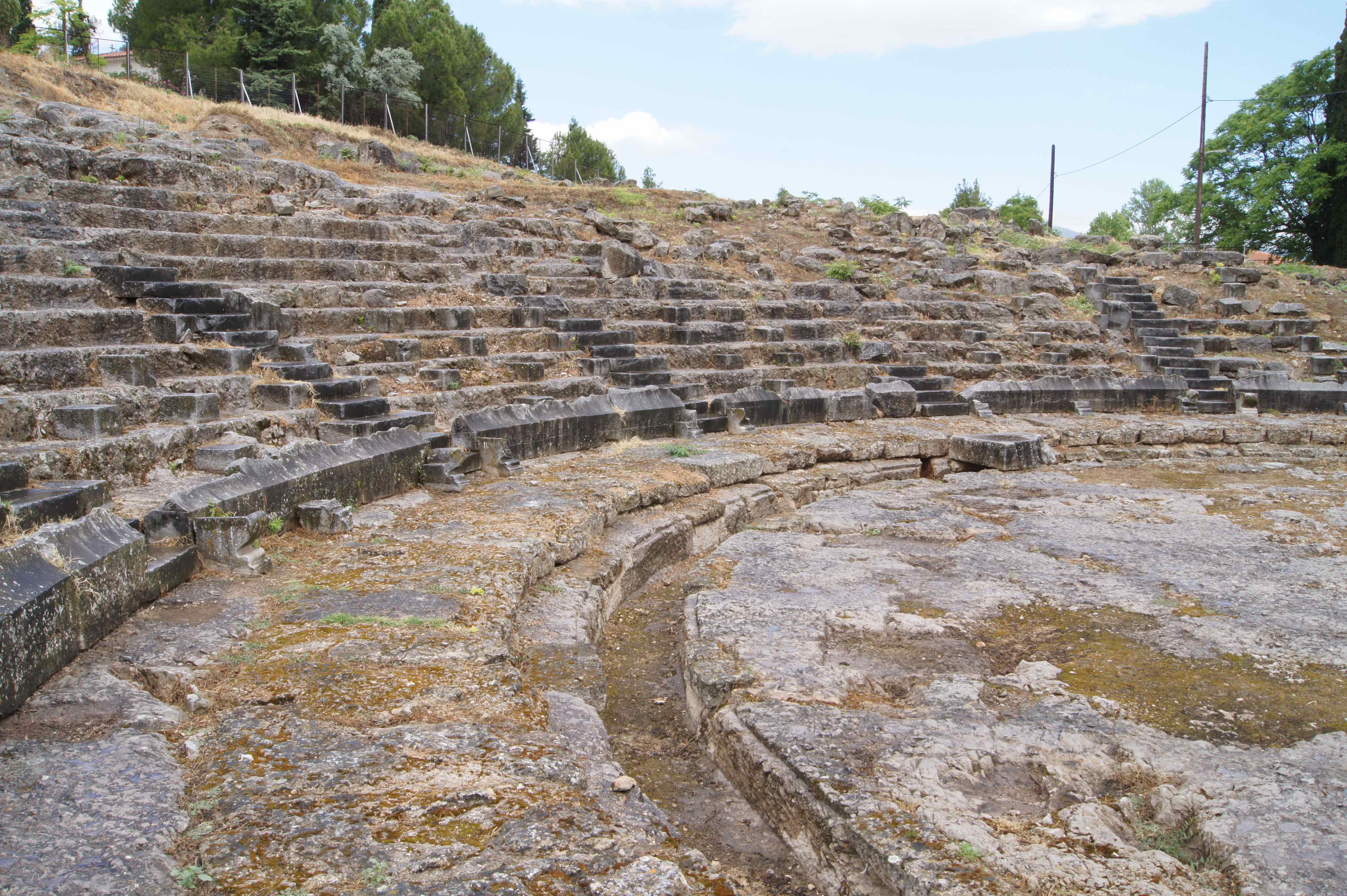
古代の劇場跡
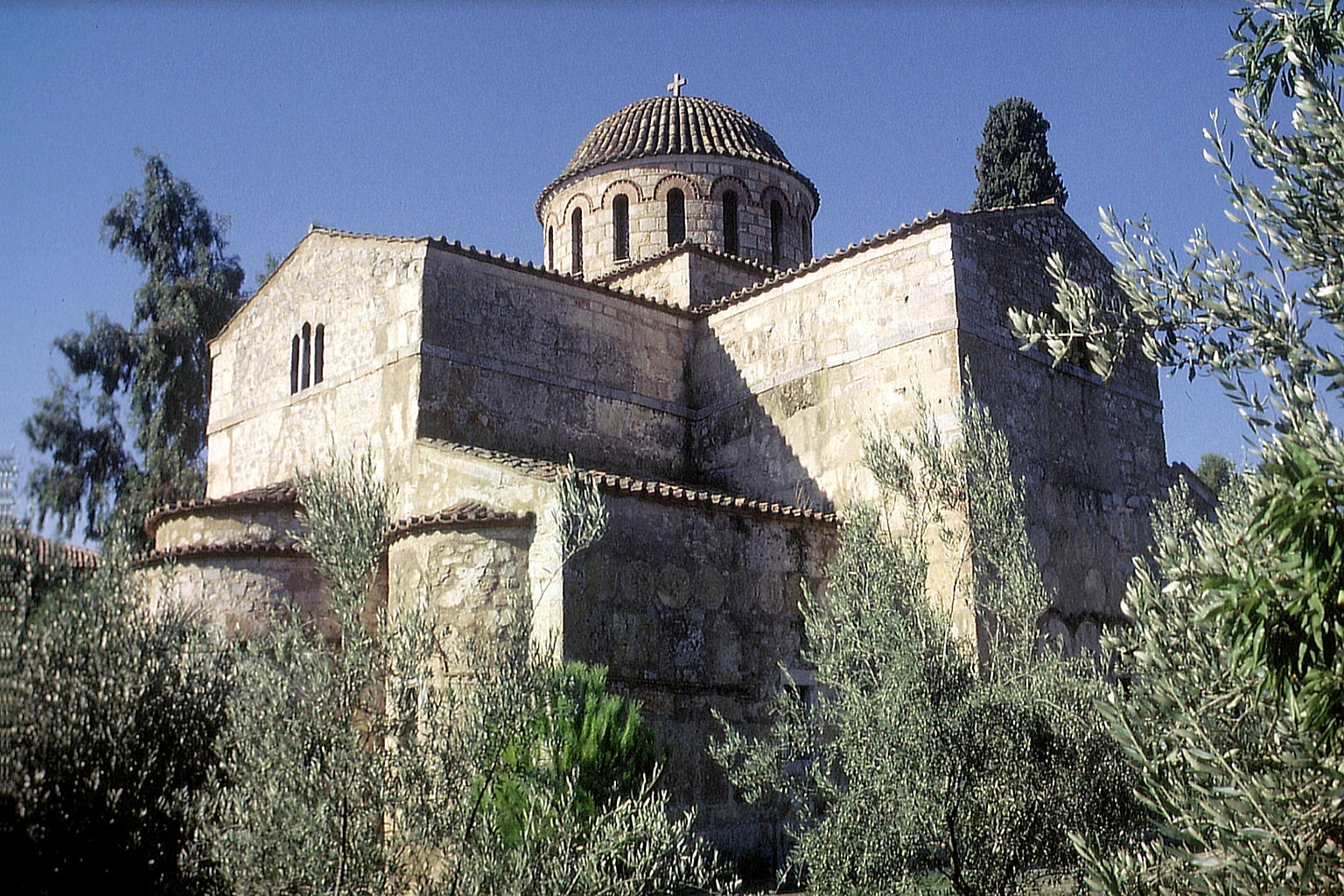
パナギア・スクリプ修道院教会

### 原典資料
- アポロドーロス『ギリシア神話』高津春繁訳、岩波文庫（1953年）
- パウサニアス『ギリシア記』飯尾都人訳、龍溪書舎（1991年）
- ヒュギーヌス『ギリシャ神話集』松田治・青山照夫訳、講談社学術文庫（2005年）
- ホメロス『イリアス（上）』松平千秋訳、岩波文庫（1992年）

### 研究資料
- Nigel Wilson. Encyclopedia of Ancient Greece. Hoboken:Taylor and Francis, (2013)
- John Buckler. The Theban Hegemony 371–362 B. C. Harvard University Press. (1980)
- William Martin Leake（英語版）. Travels In Northern Greece. (1835)
- Pausanias's Description of Greece, tr. with a commentary by J.G.Frazer. Macmillan Publishers (1898)
- Thomas Kelly. The Calaurian Amphictiony. American Journal of Archaeology（英語版）, Vol.70, No.2 (1966)
- Emily Kearns. Cults of Boeotia - Albert Schachter: Cults of Boiotia. BICS Supplement, 38. vol.2 (1981)
- John Buckler. The Charitesia at Boiotian Orchomenos. American Journal of Philology, Vol.105, No.1 (1984)
- 吉田敦彦編『比較神話学の現在 デュメジルとその影響』朝日出版社（1975年）